# Алкетас Панагуліас
Алкетас Панагуліас (грец. Αλκέτας Παναγούλιας, 30 травня 1934, Салоніки — 18 червня 2012, В'єнн) — грецький футболіст, що грав на позиції захисника. По завершенні ігрової кар'єри — тренер.

## Ігрова кар'єра
Народився 30 травня 1934 року в місті Салоніки. Вихованець футбольної школи клубу «Аріс». Дорослу футбольну кар'єру розпочав 1951 року в основній команді того ж клубу, в якій провів одинадцять сезонів.
Завершив професійну ігрову кар'єру у клубі «Грік Америкенс», за команду якого виступав протягом 1962—1965 років, паралельно навчаючись у Orange County Community College в штаті Нью-Йорк в 1962—1964 роках.

## Кар'єра тренера
Розпочав тренерську кар'єру у цьому ж клубі «Нью-Йорк Грік Америкенс», з яким тричі поспіль виграв Відкритий кубок США у 1967, 1968 і 1969 роках.
У 1972 році фахівець повернувся на батьківщину і увійшов до тренерського штабу Біллі Бінгема у збірній Греції, а вже наступного року Панагуліас самостійно очолив її.. З невеликою перервою тренер пропрацював з національною командою вісім років. За цей час греки домоглися серйозного прогресу в грі і в 1980 році вперше в історії пробилися на чемпіонат Європи, який проходив в Італії, але на турнірі греки зайняли останнє місце у групі.
Після роботи зі збірною, Панагуліас очолив «Олімпіакос», який він двічі поспіль приводив до перемоги в чемпіонаті країни. У 1983 році грек повернувся в США, де він був призначений на пост головного тренера місцевої збірної, паралельно тренуючи клуб «Тім Америка», що грав у НАСЛ. Через рік Панагуліас керував збірною на домашніх Олімпійських іграх в Лос-Анджелесі, але і цього разу Алкетасу не вдалося вийти зі збірною з групи.
У 1985 році фахівець вдруге очолив «Олімпіакос» і повернув йому титул чемпіона країни. Після цього тренував клуби «Аріс» та «Левадіакос»
У 1992 році Панагуліас втретє став наставником збірної Греції і незабаром вперше вивів її на мундіаль. Втім після провального американського чемпіонату світу, де збірна програла всі три матчі з загальним рахунком 0:10, фахівець залишив «еллінів». Завершував свою тренерську кар'єру кар'єру в «Іраклісі» і «Арісі».

## Подальше життя
У 2002 році Панагуліас був Президентом клубу «Аріс». У 2004 році відповідав за футбольний турнір на Олімпіаді в Афінах. Входив до міської ради рідного міста Салоніки. Кілька разів колишній тренер балотувався в грецький Парламент і Європарламент. В останні роки він працював інструктором ФІФА.
Був членом Американо-грецького інституту.
18 червня 2012 року Алкетас Панагуліас помер в США на 79-му році життя

## Титули і досягнення

### Як тренера
- Володар Відкритого кубка США (3):

«Нью-Йорк Грік Америкенс»: 1967, 1968 і 1969
- Чемпіон Греції (3):

«Олімпіакос»: 1981-82, 1982-83, 1986-87
- Володар Суперкубка Греції (1):

«Олімпіакос»: 1987